# Capnia kurnakovi
Capnia kurnakovi är en bäcksländeart som beskrevs av Zhiltzova 1978. Capnia kurnakovi ingår i släktet Capnia och familjen småbäcksländor. Inga underarter finns listade i Catalogue of Life.